# Tranzault
Tranzault – miejscowość i gmina we Francji, w Regionie Centralnym, w departamencie Indre.
Według danych na rok 1990 gminę zamieszkiwały 324 osoby, a gęstość zaludnienia wynosiła 18 osób/km² (wśród 1842 gmin Regionu Centralnego Tranzault plasuje się na 820. miejscu pod względem liczby ludności, natomiast pod względem powierzchni na miejscu 745.).